# Xarafadim de Tus
Xarafadim Almuzafar ibne Maomé ibne Almufazar de Tus (Sharaf al-Dīn al-Muzaffar ibn Muhammad ibn al-Muzaffar al-Tūsī; n. 1135 - f. 1213) foi um matemático persa da Idade do Ouro Islâmica.